# Upphärads församling
Upphärads församling var en församling i Väne kontrakt i Skara stift. Församlingen låg i Trollhättans kommun i Västra Götalands län och ingick i Rommele pastorat. 1 januari 2023 uppgick församlingen i Rommele församling.

## Administrativ historik
Församlingen har medeltida ursprung. Församlingen överfördes 2010 från Göteborgs stift till Skara stift.
1 januari 2006 överfördes området för fastigheten Finneviken 1:1, som enligt beslut av lantmäterimyndigheten i Trollhättans kommun skulle uppgå i fastigheten Koberg 1:1 i Lagmansereds församling, till Lagmansereds församling.
Församlingen var till 2008 annexförsamling i pastoratet Rommele, Fors, Upphärad som även omfattade, till 1 maj 1918 Fuxerna församling och till 2002 Åsbräcka församling. Från 2008 till 2023 annexförsamling i ett pastorat med Fors-Rommele församling benämnt Rommele pastorat. 1 januari 2023 uppgick församlingen i Rommele församling.

## Kyrkobyggnader
- Upphärads kyrka

### Fotnoter
1. ↑  Nationell Arkivdatabas Referenskod: SE/158105000, läst: 14 augusti 2018.[källa från Wikidata]
2. ↑  Stift, kontrakt och pastorat i nummerordning med ingående församlingar 2020-01-01, SCB, läs online.[källa från Wikidata]
3. 1 2  Medlemmar i Svenska kyrkan i förhållande till folkmängd den 31.12.2019 per församling, kommun och län samt riket, Svenska kyrkan, läs online.[källa från Wikidata]
4. ↑  Svenska kyrkan: Kyrkostyrelsens protokoll, 2005:5. § 102 Arkiverad 26 december 2015 hämtat från the Wayback Machine. Läst 25 december 2015
5. ↑  ”Förteckning (Sveriges församlingar genom tiderna)”. Skatteverket. 1989. http://www.skatteverket.se/privat/folkbokforing/omfolkbokforing/folkbokforingigaridag/sverigesforsamlingargenomtiderna/forteckning.4.18e1b10334ebe8bc80003999.html. Läst 17 december 2013.
6. 1 2  ”Församlingar”. Statistiska centralbyrån. https://www.scb.se/hitta-statistik/regional-statistik-och-kartor/regionala-indelningar/forsamlingar/. Läst 30 december 2022.